# Гамбург-Більвердер
Більвердер (нім. Billwerder) — частина району Бергедорф вільного та ганзейського міста Гамбург. Вона розташована на північно-західному кордоні району, що примикає до району Гамбург-Центр. Водночас Більвердер, як місцевість, означає більшу територію на південь від річки Білє.